# Własna California
Własna California – debiutancki solowy album Wandy Kwietniewskiej, wydany na kasecie magnetofonowej w 1990 roku nakładem wydawnictwa Polmark. Latem 2018 ukazała się reedycja albumu w formacie CD, wydana przez MTJ.

## Lista utworów
Źródło:.
Strona A
1. „Własna California” (muz. Marek Raduli, sł. Jacek Skubikowski)
2. „Dziewczyny zgubią cię” (muz. Marek Raduli, sł. Jacek Cygan)
3. „Co z tobą” (muz. Marek Raduli, sł. Jacek Skubikowski)
4. „Powiewaj mi” (muz. Wanda Kwietniewska, Marek Raduli; sł. Jacek Skubikowski)
5. „Uważaj na siebie” (muz. Grzegorz Skawiński, sł. Marek Dutkiewicz)

Strona B
1. „Zwykłe życie” (muz. Wanda Kwietniewska, Marek Raduli; sł. Jacek Skubikowski)
2. „Nikomu niczego” (muz. Wanda Kwietniewska, Marek Raduli; sł. Jacek Skubikowski)
3. „Tylko tobie ogień” (muz. Wanda Kwietniewska, Marek Raduli; sł. Jacek Skubikowski)
4. „Hej doktorze” (muz. Wanda Kwietniewska, Marek Raduli; sł. Jacek Skubikowski)

## Twórcy
- Wanda Kwietniewska – śpiew
- Marek Raduli – gitara
- Mirosław Łączyński – gitara basowa

gościnnie
- Grzegorz Skawiński – gitara
- B. Brzeziński

## Single
| Data premiery | Tytuł                   | PR1 |
| ------------- | ----------------------- | --- |
| kwiecień 1988 | „Uważaj na siebie”      | —   |
| sierpień 1988 | „Dziewczyny zgubią cię” | 7   |
| czerwiec 1989 | „Co z tobą”             | 7   |
| sierpień 1989 | „Własna California”     | —   |
| lipiec 1990   | „Zwykłe życie”          | 10  |
| luty 1991     | „Powiewaj mi”           | 6   |